# Spanische Lebensmittel mit geschützter Ursprungsbezeichnung
Die nachfolgenden spanischen Lebensmittel haben eine geschützte Ursprungsbezeichnung.

## Käse
| Herkunftsbezeichnung                                                  | Erläuterung (Milchart)                                | Region                       | Typ                                                |
| --------------------------------------------------------------------- | ----------------------------------------------------- | ---------------------------- | -------------------------------------------------- |
| Afuega'l Pitu                                                         | Kuhmilch                                              | Asturien                     | Fettkäse                                           |
| Arzúa-Ulloa                                                           | Kuhmilch                                              | Galicien                     | Bauern- oder Hartkäse                              |
| Cabrales                                                              | Kuh-, Schafs-, Ziegenmilch                            | Asturien                     | Blauschimmelkäse                                   |
| Cebreiro                                                              | Kuhmilch                                              | Galicien                     | Schnittkäse                                        |
| Gamoneu oder Gamonedo                                                 | Kuh-, Schafs-, Ziegenmilch                            | Asturien                     | Schnittkäse                                        |
| Idiazabal oder Idiazábal                                              | Schafsmilch                                           | Baskenland – Navarra         | Fettkäse                                           |
| Mahón-Menorca                                                         | Kuhmilch                                              | Menorca – Balearische Inseln | Schnittkäse                                        |
| Picón Bejes-Tresviso                                                  | Kuh-, Schafs-, Ziegenmilch                            | Kantabrien                   | Blauschimmelkäse                                   |
| Queso Camerano                                                        | Ziegenmilch                                           | La Rioja                     | Frisch-, Weich- oder halbgereifter, gereifter Käse |
| Queso Casín                                                           | Kuhmilch                                              | Asturien                     | Hartkäse                                           |
| Queso de Flor de Guía, Queso de Media Flor de Guía oder Queso de Guía | Schafs- (≥ 60 %), Ziegen- (≤ 10 %), Kuhmilch (≤ 40 %) | Kanarische Inseln            | Halbfett- oder Fettkäse                            |
| Queso de l'Alt Urgell y la Cerdanya                                   | Kuhmilch                                              | Katalonien                   | Schnittkäse                                        |
| Queso de La Serena                                                    | Schafsmilch                                           | Extremadura                  | Weichkäse                                          |
| Queso de Murcia                                                       | Ziegenmilch                                           | Murcia                       | Schnittkäse                                        |
| Queso de Murcia al Vino                                               | Ziegenmilch                                           | Murcia                       | Schnittkäse                                        |
| Queso Ibores                                                          | Ziegenmilch                                           | Extremadura                  | Rohmilchkäse                                       |
| Queso Manchego                                                        | Schafsmilch                                           | Kastilien-La Mancha          | Hartkäse                                           |
| Queso Majorero                                                        | Ziegen-, Schafsmilch (≤ 15 %)                         | Kanarische Inseln            | Fettkäse                                           |
| Queso Nata de Cantabria                                               | Kuhmilch                                              | Kantabrien                   | Schnittkäse                                        |
| Queso Palmero oder Queso de la Palma                                  | Ziegenmilch                                           | Kanarische Inseln            | Weichkäse                                          |
| Queso Tetilla oder Queixo Tetilla                                     | Kuhmilch                                              | Galicien                     | Schnittkäse                                        |
| Quesucos de Liébana                                                   | Kuh-, Schafs-, Ziegenmilch                            | Kantabrien                   | Räucherkäse                                        |
| Roncal                                                                | Schafsmilch                                           | Navarra                      | Hartkäse                                           |
| San Simón da Costa                                                    | Schafsmilch                                           | Extremadura                  | Fettkäse                                           |
| Torta del Casar                                                       | Schafsmilch                                           | Extremadura                  | Rohmilchkäse                                       |
| Queso Zamorano                                                        | Schafsmilch                                           | Kastilien und León           | Hartkäse                                           |
| Queso de Acehúche                                                     | Ziegenmilch                                           | Extremadura                  | Rohmilchkäse                                       |

## Fleischerzeugnisse
| Herkunftsbezeichnung               | Erläuterung | Region                                                                                  | Tier    | Qualität |
| ---------------------------------- | ----------- | --------------------------------------------------------------------------------------- | ------- | -------- |
| Jabugo                             | Rohschinken | Andalusien, Extremadura                                                                 | Schwein | g.U.     |
| Los Pedroches                      | Rohschinken |                                                                                         | Schwein | g.U.     |
| Dehesa de Extremadura              | Rohschinken |                                                                                         | Schwein | g.U.     |
| Guijuelo                           | Rohschinken |                                                                                         | Schwein | g.U.     |
| Jamón de Teruel / Paleta de Teruel | Rohschinken | Aragonien                                                                               | Schwein | g.U.     |
| Cabrito de Extremadura             |             | Extremadura                                                                             | Ziege   | g.g.A.   |
| Capón de Vilalba                   |             | Galicien                                                                                |         | g.g.A.   |
| Carne de Ávila                     |             | Andalusien Aragonien Kastilien-La Mancha Kastilien und León Extremadura La Rioja Madrid | Kuh     | g.g.A.   |
| Carne de Cantabria                 |             | Kantabrien                                                                              | Kuh     | g.g.A.   |
| Carne de la Sierra de Guadarrama   |             | Provinzen Madrid, Avila, Guadalajara, Segovia                                           | Kuh     | g.g.A.   |
| Cerdo de Teruel                    |             |                                                                                         |         | g.g.A.   |
| Cochinillo de Segovia              |             |                                                                                         |         | g.g.A.   |